# Davorin Bratuš
Davorin Bratuš, slovenski policist, * 17. avgust 1960, † 1. januar 2020.
Po upokojitvi je bival v Kropi v domači hiši in se takoj vključil v delovanje Kovaškem muzeja tako da je koval v Vigenjcu Vice in obiskovalcem razlagal železarsko preteklost Krope, težko življenje kovačev in prikazal kako so kovali žeblje. Posebnost njegovih razlag je bila v tem da je znal še staro kroparščino z značilnim pogrkovanjem. Bil je tudi igralec v igralski skupini Čofta.

## Odlikovanja in nagrade
Leta 2001 je prejel častni znak svobode Republike Slovenije z naslednjo utemeljitvijo: »ob deseti obletnici osamosvojitve za zasluge pri obrambi svobode in uveljavljanju suverenosti Republike Slovenije«.